# Білозер'є (Ромодановський район)
Білозе́р'є (рос. Белозёрье, ерз. Белозёрье) — село у складі Ромодановського району Мордовії, Росія. Адміністративний центр та єдиний населений пункт Білозер'євського сільського поселення.

## Населення
Населення — 2949 осіб (2010; 2792 у 2002).
Національний склад (станом на 2002 рік):
- татари — 100 %